# Francesco Dominici
Francesco Dominici (L'Avana 1885 – L'Avana, 3 febbraio 1968) è stato un tenore italiano, particolarmente ammirato nei ruoli comici.
Debuttò nel 1914 come Fernando in La favorita di Donizetti al Teatro Donizetti di Bergamo dove torna il 7 settembre 1915 come Tonio ne La figlia del reggimento con Elvira de Hidalgo e Vincenzo Bettoni.
Creò il ruolo di Prunier nel successo della première del 1917 della Rondine di Puccini diretto da Gino Marinuzzi (1882-1945) con Gilda Dalla Rizza e Tito Schipa al Grand Théâtre de Monte Carlo, ruolo che interpretò in molti altri teatri, tra cui nello stesso anno il Teatro Comunale di Bologna diretto da Ettore Panizza con Toti Dal Monte, Aureliano Pertile ed Aristide Baracchi e Bergamo diretto da Rodolfo Ferrari con Baracchi. 
Negli anni seguenti interpretò molti ruoli importanti al Teatro Costanzi di Roma, tra cui nel 1918 Prunier ne La rondine diretto da Panizza con la Dalla Rizza, Nera Marmora e Beniamino Gigli, Fenton nel Falstaff di Verdi diretto da Panizza con la Marmora, la Dalla Rizza e Benvenuto Franci, Rodolfo nella Bohème con Franci e nel 1919 Ernesto in Don Pasquale di Donizetti. 
All'inizio degli anni 1920 fu in servizio alla Scala di Milano, dove interpretò, nel corso di varie stagioni, ruoli buffi da comprimario piuttosto che da protagonista. 
Nel 1921 è Filipeto ne I quatro rusteghi a Bologna, al Teatro Regio di Parma ed a Bergamo.
Nel 1921, cantò come Cajus nel Falstaff alla Scala e nel 1922 fu Filipeto nella prima scaligera de I quatro rusteghi di Ermanno Wolf-Ferrari. 
Nel 1923 alla Scala è Monostato in Die Zauberflöte diretto da Arturo Toscanini con Ernesto Badini ed al Teatro La Fenice di Venezia Filipeto ne I quatro rusteghi.
Nel 1924 alla Scala è Trinca nella prima assoluta di La cena delle beffe (opera) diretto da Toscanini con Hipólito Lázaro, Carmen Melis, Franci, Baracchi e Cesira Ferrani.
Nel 1926 creò il ruolo di Altoum nella première di Turandot di Puccini diretto da Toscanini con Rosa Raisa, Miguel Fleta, Maria Zamboni, Giacomo Rimini e Giuseppe Nessi alla Scala e Pong in Turandot con Salvatore Baccaloni a Venezia. 
Nel 1927 al Teatro Regio di Torino è Pang in Turandot diretto da Marinuzzi con Badini, archiatra nella prima assoluta di La fata malerba di Vittorio Gui diretto dal compositore con Conchita Supervia al Teatro Vittorio Emanuele I di Torino ed a Venezia ed a Bologna Pang in Turandot con Adelaide Saraceni, Antonio Melandri e Giacomo Vaghi, Vassili Ciuisky/Innocente in Boris Godunov (opera) con Vaghi, Wagner in Mefistofele (opera) con la Zamboni e Nazzareno De Angelis, il secondo spettatore in Conchita (opera) di Riccardo Zandonai diretto dal compositore con Vaghi ed il terzo giudeo in Salomè (opera).
Nel 1928 a Torino è Gherardo in Gianni Schicchi diretto da Marinuzzi, Beppe in Pagliacci (opera) diretto da Giuseppe Antonicelli con Pertile e Giovanni Inghilleri, Gastone ne la traviata diretto da Antonicelli con la Dalla Rizza, Melandri e Mariano Stabile (cantante), il musico in Sly (opera) diretto da Antonicelli con Inghilleri e Badini e Cajus nel Falstaff diretto da Franco Capuana con Alessio De Paolis, Stabile, Badini e Bettoni, a Bergamo boiardo Sciuisky/Krusciov in Boris Godunov con Nessi ed il maestro di ballo in Manon Lescaut con la Melis e Nessi.
Nel 1929 a Torino diretto da Capuana è Scillèm in Debora e Jaele, paesano/soldato in Fra Diavolo (opera) con Taurino Parvis, Margherita Carosio, Badini e Bettoni, Normanno in Lucia di Lammermoor con la Dal Monte, Pertile e Carlo Tagliabue, Remendado in Carmen (opera) con Tagliabue ed il Dr. Babis nella prima italiana di L'amore medico (Wolf-Ferrari) con la Carosio, De Paolis e Badini ed il prete ne Il re (opera) con Tagliabue e Tancredi Pasero ed andò in tournée con la Scala in Germania. 
Altri ruoli che Dominici interpretò alla Scala furono David ne I maestri cantori di Norimberga di Wagner e Neipperg in Madame Sans-Gêne di Umberto Giordano. 
Nel 1931 si trasferì a Cuba dove insegnò musica per molti anni. 
Morì all'Avana nel 1968.